# Kampen om Staden
Kampen om Staden er en dokumentarfilm fra 2005 instrueret af Christoffer Guldbrandsen efter eget manuskript.

## Handling
Foråret 2003 beslutter regeringen at Christiania som socialt eksperiment skal afvikles. Hashhandlen i Pusher Street skal væk og området gøres til en almindelig bydel. Filmen følger livet i et kollektiv på Christiania under de voldsomme forandringer. Parallelt opleves politiets arbejde indefra. En humoristisk og stærk politisk dokumentar om en lille del af Danmark.